# Antonie Hofmanová
Antonie Hofmanová – Tonička (13. června 1923, Horní Branná – 16. června 2009, Jilemnice) byla česká katechetka, členka sekulárního františkánského řádu, katolická disidentka a politická vězeňkyně komunistického režimu v Československu.

## Život
Za komunistického režimu vězněna za propagaci jocismu. Odsouzena v 50. letech na šest let, ve vězení strávila dva a půl roku ve Svatém Janu pod Skalou.
Po propuštění vykonávala několik let pomocné práce v jilemnické nemocnici. Poté zakotvila v dětské ozdravovně v Jánských Lázních.

## Vyznamenání
- záslužný kříž Pro ecclesia et pontifice (2007 udělil Benedikt XVI.)
- pamětní medaile města Jilemnice „za aktivní odpor proti komunistickému režimu“

## Knihy
- Žijeme jen jednou (ukázky z knihy)
- Svoboda v nesvobodě